# Egeria (växt)
För andra betydelser, se Egeria (olika betydelser).
Egeria är ett släkte av sötvattenlevande vattenväxter som har sitt ursprung i områden med tempererat klimat i Sydamerika. De är vanliga och lättskötta som akvarieväxter. Flera av arterna är introducerade i vattendrag i Afrika, Asien, Australien, Europa och Nordamerika, och särskilt i Europa har de ofta kunnat sprida sig okontrollerat vilket skapat stora problem. I flera av dessa nya biotoper klassas Egeria därför som invasiva arter och ogräs.

## Arter
Alla arterna var tidigare inkluderade i släktet Elodea, men bröts ur detta och infördes i stället i det nya släktet Egeria, som omfattar tre arter:
- Egeria densa, Planch.
- Egeria heterostemon, S.Koehler & C.P.Bove
- Egeria najas, Planch.

## Utseende
Arterna är till utseendet snarlika dem i släktet Elodea, men skiljer sig från dem genom att varje bladkrans kring växtens stjälk består av fyra eller flera blad, inte tre som hos Elodea, samt genom att blommornas kronblad är bredare och även i övrigt mer iögonfallande.

## Etymologi
Släktet är namngivet efter Egeria, en nymf eller gudinna i den romerska mytologin.